# 京都府道327号相楽台相楽線
京都府道327号相楽台相楽線（きょうとふどう327ごう さがなかだいさがなかせん）は、京都府木津川市を通る一般府道である。

## 概要
木津川市相楽台2丁目から木津川市相楽に至る。
周囲は閑静な住宅地で、地理上奈良市の生活圏内となっている。2010年（平成22年）10月頃から順次LED道路照明灯に切り替えられている。

### 路線データ
- 起点：木津川市相楽台2丁目（相楽台交差点、京都府道22号八幡木津線終点、京都府道328号相楽台桜が丘線起点）
- 終点：木津川市相楽（相楽台東交差点、京都府道・奈良県道751号木津平城線交点）

## 地理

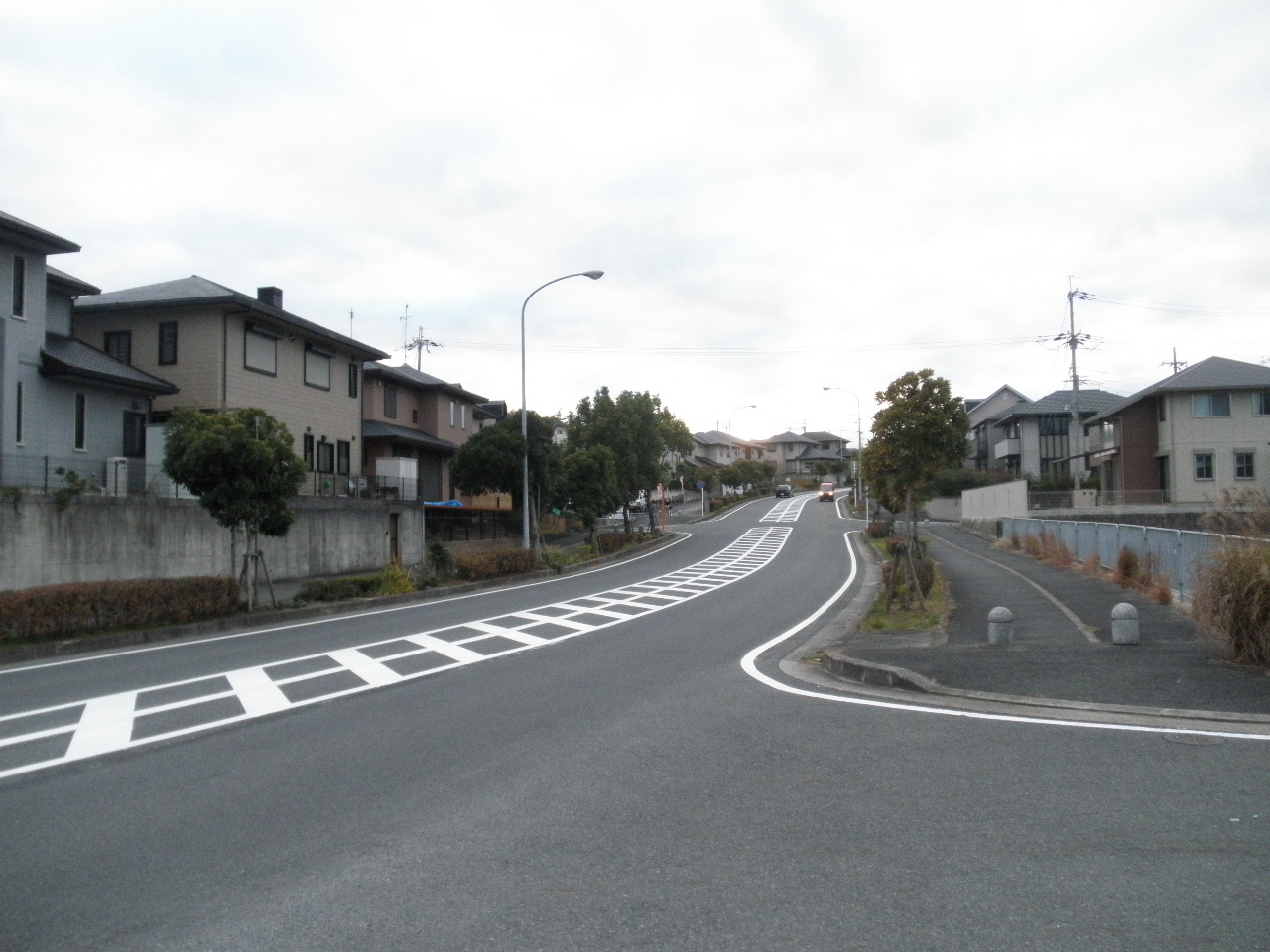
木津川市相楽台6丁目

### 通過する自治体
- 木津川市

### 交差する道路
| 交差する道路                                       | 交差する場所 | 交差する場所          |
| -------------------------------------------------- | ------------ | --------------------- |
| 京都府道22号八幡木津線 京都府道328号相楽台桜が丘線 | 相楽台2丁目  | 相楽台交差点 / 起点   |
| 京都府道・奈良県道751号木津平城線                  | 相楽         | 相楽台東交差点 / 終点 |

### 交差する鉄道
- 近鉄京都線

### 沿線
- 土師山公園
- 木津川市立相楽台保育園
- 木津川市立相楽台小学校
- サンタウンスイミングスクールユニチカ